# Émile Arnaud
Émile Arnaud (né en 1864 et mort en 1921) était un avocat, un militant pacifiste et un écrivain français, auteur du Code de la Paix en 1901.
Émile Arnaud était le président de la Ligue internationale de la Paix et de la Liberté fondée en 1867 et a proposé en 1901 de rassembler les différentes mouvances et positions du mouvement pacifique sous le terme de "pacifisme" et d'en appeler les sympathisants "pacifistes". Avec sa théorie, Arnaud met un contrepoint aux tendances anarchistes, libérales et socialistes qui prévalent au début du XXe siècle. 
Il habitait rue Vivien à Luzarches, où il exerçait la profession de notaire. Il fut élu élu maire de Luzarches en 1920 , mandat qu'il exerça jusqu'à son décès en 1921    

## Publications
- L'Organisation de la paix. Berne: Bureau international de la paix, 1899.
- « Code de la Paix », in: L'Indépendance belge, 1901.
- Le Pacifisme et ses détracteurs. Paris: Aux bureaux de la Grande Revue, 1906.